# 月光天文台
月光天文台（げっこうてんもんだい、英: Gekko Astronomical Observatory）は、静岡県函南町にある天文台。
三五教（あなないきょう）系列の公益財団法人国際文化交友会が運営する公開天文台で、プラネタリウムや化石・鉱物資料館を併設する。観望会も開かれている。

## 歴史
1949年、大本の信者だった中野與之助は、静岡県清水市（現・静岡市清水区）に新宗教団体「三五教」（あなないきょう）を創始した。三五教は神道系の宗教団体で、「天文即宗教」という教義を持ち、天文に対する強い指向性を持っていた。
1956年、中野ら三五教関係者は、戦前より天文学の一般への普及に尽力していた天文学者山本一清（元京都帝国大学教授）を訪問。以後、山本は三五教の天文事業に深くかかわることとなる。

### 沼津市の月光天文台
1957年9月21日、三五教は沼津市香貫山に、城郭を模した外観を持つ「三五中央天文台」を開設した。山本が初代台長に就任した（1958年1月に「月光天文台」に改名。「香貫山天文台」の語も用いられた）。
香貫山の天文台建設では、資金と信者の奉仕的労働力を有し教義の確立を目指す三五教、天文普及と公開天文台の建設を目指す山本、香貫山の開発と文化の底上げ・地域振興を目指す沼津市の三者の利益が一致した。しかし、開設に前後して沼津市議会では市が宗教団体に利益を提供することをめぐる問題などが紛糾。山本は1958年末ごろに三五教と袂を分かって天文台を去り、間もなく死去する。また、教団の財政問題も生じたようである。
1961年1月28日、三五教は財団法人国際文化交友会（現・公益財団法人国際文化交友会）を設立した。以後、運営は国際文化交友会に移管された。
1973年6月、沼津市香貫山の天文台は撤去された。

### 函南町の月光天文台
1975年3月22日、現在地の函南町に「月光天文台」が移転開設した。1976年にプラネタリウム館を開設（1996年に改築）、1983年に地学資料館を開設。1986年に第2観測所（新館）開館。
1987年から2000年にかけて、天文家の大島良明と香川哲男がこの天文台で172個の小惑星を発見した。2000年の段階で、観測地点ごとの小惑星の発見数において、世界第40位に位置していた。
小惑星 (4261) 月光は、この天文台で大島良明によって発見された小惑星で、命名も天文台にちなむ。また、この天文台で発見された小惑星の中には、所在地にちなむ (4157) 伊豆 や (13934) 函南、設立母体にちなむ (3843) オイスカ や (5730) 與之助 などがある。国際天文学連合 (IAU) による天文台コードは888である。

## 三五教が設立したその他の天文台
三五教は1950年代後半から1960年代前半にかけて、日本各地に天文台を建設した。三五教は天文を扱う傘下組織として国際天文協会を1957年に設立し、天文台ネットワークもその下で運営された。1961年に国際文化交友会が発足すると天文台の運営も移管された。
| 場所           | 名称         | 備考                                                          |
| -------------- | ------------ | ------------------------------------------------------------- |
| 福岡県筑後市   | 西部天文台   | 1957年11月設立。1958年1月に「九州天文台」に改称。1992年撤去。 |
| 徳島県徳島市   | 眉山天文台   | 1958年3月設立。1968年撤去。                                   |
| 福島県二本松市 | 奥州天文台   | 1958年4月設立。1991年撤去。                                   |
| 愛知県岡崎市   | 国治天文台   | 1958年9月設立。2009年撤去。                                   |
| 岐阜県多治見市 | 濃尾天文台   | 1958年11月設立。1972年撤去。                                  |
| 岩手県北上市   | 東北天文台   | 1959年2月設立。1996年撤去。                                   |
| 熊本県山鹿市   | 肥之国天文台 | 1960年設立。1983年撤去。                                      |
| 長野県岡谷市   | 信濃天文台   | 1963年設立。2015年時点で現存するが非公開。                    |